# یونس امره باشار
یونس امره باشار (به ترکی استانبولی: Yunus Emre Başar،  زادهٔ ۵ نوامبر ۱۹۹۵) یک کشتی‌گیر فرنگی‌کار اهل کشور ترکیه است.
از افتخارات وی می‌توان به کسب مدال برنز قهرمانی کشتی جهان ۲۰۲۲ اشاره کرد.

## فعالیت حرفه‌ای

### قهرمانی کشتی جهان ۲۰۲۲
باشار در وزن ۷۷ کیلوگرم کشتی فرنگی قهرمانی کشتی جهان ۲۰۲۲ بلگراد شرکت کرد، او در مسابقه اول و دوم دیوید هوک از گواتمالا و اولدریچ وارگا از چک را مغلوب کرد اما در مسابقه بعد به آکژول محموداف از قرقیزستان باخت و با توجه به حضور این کشتی‌گیر در فینال، به دیدار شانس مجدد رفت. او در مرحله شانس مجدد جویلسون جونیور از برزیل را شکست داد و به دیدار رده‌بندی رسید. وی در این دیدار کیم هیون-وو از کره جنوبی را شکست داد و مدال برنز را بدست آورد.